# Goldbrauentyrann
Der Goldbrauentyrann (Satrapa icterophrys) ist die einzige Art der damit monotypischen Gattung Satrapa in der Familie der Tyrannen, die gelegentlich auch Neuweltfliegenschnäpper genannt wird.

## Merkmale
Der Goldbrauentyrann erreicht eine Körperlänge von 16 cm und ein Gewicht von 20 g. Seine Oberseite ist olivgrün, am Oberkopf mit einem dunkleren Oliv-Farbton. Über die Augen verläuft eine schwärzliche Maske, darüber befindet sich ein auffallend gelber Überaugenstreif. Die Unterseite ist leuchtend gelb, die Brust mit einem olivfarbenen Ton. Die Flügel sind schwärzlich gefärbt mit grauen Säumen und zwei undeutlichen Flügelbinden. Die Steuerfedern sind schwärzlich. Der Schnabel ist recht kurz und schmal, die Beine ebenfalls kurz.
Die Weibchen ähneln den Männchen sind jedoch etwas matter gefärbt mit blasserem Überaugenstreif und undeutlich fleckiger Brust.

## Verbreitung und Lebensraum
Der Goldbrauentyrann kommt in Argentinien, Bolivien, Brasilien, Venezuela, Paraguay und Uruguay vor. Man findet ihn in halboffenen Gebieten und in Buschland, an Waldrändern und an den Rändern von Galeriewäldern und Feuchtgebieten.

## Lebensweise
Der Goldbrauentyrann ist ein eher stiller Vogel, der gewöhnlich paarweise anzutreffen ist.

## Etymologie und Forschungsgeschichte
Die Erstbeschreibung des Goldbrauentyranns erfolgte 1818 durch Louis Pierre Vieillot unter dem wissenschaftlichen Namen Muscicapa icterophrys. Als Verbreitungsgebiet nannte er Paraguay aufgrund von Félix de Azaras Suiriri obscuro y amarillo. Bereits 1844 führte Hugh Edwin Strickland die Gattung Satrapa für den Goldbrauentyrann ein. Dieser Begriff hat seinen Ursprung in σατραπης satrapēs bzw. lateinisch satrapa ‚Satrap‘. Der Artname »icterophrys« ist ein Wortgebilde aus ικτερος ikteros für Gelbsucht und οφρυς, οφρυος ophrus, ophryos für Augenbraue, Braue. Satrapa icterophrys septentrionalis Todd, 1937 wird heute als Synonym zur Nominatform betrachtet. »Septentrionalis« leitet sich von lateinisch septemtrionalis, septemtrio ‚nördlich, Norden‘ ab. Alfred Laubmann sah in seinem Werk Die Vögel von Paraguay den Goldbrauentyrann als weit verbreitete Art an.